# 似鼬鱷獸屬
似鼬鱷獸屬（學名：Ictidosuchoides）是種已滅絕合弓綱動物，是獸頭亞目鼬鱷獸科的一屬，化石被發現於南非的卡魯盆地。似鼬鱷獸是少數存活過二疊紀-三疊紀滅絕事件的物種，不過三疊紀早期的化石大幅減少。

## 外部連結
- Ictidosuchoides[永久] Paleobiology Database